# Park Jae-myong
Park Jae-myong (ur. 15 grudnia 1981) – południowokoreański lekkoatleta specjalizujący się w rzucie oszczepem.
Dwukrotny uczestnik igrzysk olimpijskich – Ateny 2004 oraz Pekin 2008. W obu występach swój udział zakończył na rundzie eliminacyjnej. Pierwszy sukces na arenie międzynarodowej odniósł w roku 2000 zajmując trzecie miejsce w juniorskich mistrzostwach świata. W 2002 wywalczył brązowy medal mistrzostw Azji. Trzykrotny uczestnik uniwersjad – Pekin 2001 (odpadł w eliminacjach), Daegu 2003 (4. miejsce) oraz Belgrad 2009 (brązowy medal). Dwukrotny wicemistrz Azji (2007 i 2011). W 2006 roku zdobył złoty medal igrzysk azjatyckich, natomiast cztery lata później został ich srebrnym medalistą. Medalista mistrzostw swojego kraju.
Rekord życiowy: 83,99 (13 marca 2004, Wellington). Wynik ten jest aktualnym rekordem Korei Południowej.